# Veronica orientalis
Veronica orientalis är en grobladsväxtart. Veronica orientalis ingår i släktet veronikor, och familjen grobladsväxter.

## Underarter
Arten delas in i följande underarter:
- V. o. carduchorum
- V. o. nimrodi
- V. o. orientalis